# 邱丽新
邱丽新（1968年10月—），女，满族，河北平泉人。中华人民共和国政治人物。现任湖北省委组织部副部长、省委编办主任。

## 生平

### 教育经历
1986年9月至1990年8月，在对外经济贸易大学国际贸易专业学习。1996年2月至1996年12月，在澳大利亚阿德雷德大学国际经济贸易专业学习。2001年9月至2004年12月，在对外经济贸易大学国际经济法学专业学习，以论文《论我国外资立法的重构》获硕士学位。

### 工作经历
1990年8月参加工作，在经贸系统任职。1998年1月加入中国共产党。1998年5月至2003年8月，历任外经贸部办公厅秘书一处主任科员、副处级秘书、正处级秘书。2003年8月至2015年3月，历任商务部办公厅正处级专职秘书、商务部外资司制造业处处长、外资司副司长。其间于2009年2月至2010年8月挂职担任江苏省苏州市人民政府副市长。2015年3月至2016年8月，担任商务部服务贸易和商贸服务业司司长。2016年8月调至湖北省商务厅，担任党组书记。2016年12月至2017年10月，担任湖北省商务厅党组书记、厅长。2017年10月至2018年1月，担任中共黄冈市委副书记，市政府党组书记、副市长、代理市长。2018年1月，开始担任中共黄冈市委副书记，市政府党组书记、市长。2018年2月24日，当选为第十三届全国人大代表。2021年5月担任湖北省委编办主任、省委组织部副部长